# Игл (Аљаска)
Игл (енгл. Eagle) град је у америчкој савезној држави Аљаска.

## Демографија
По попису из 2010. године број становника је 86, што је 43 (-33,3%) становника мање него 2000. године.
| Група             | 2000.       | 2010.      |
| Белци             | 119 (92,2%) | 78 (90,7%) |
| Афроамериканци    | 0 (0,0%)    | 0 (0,0%)   |
| Азијати           | 0 (0,0%)    | 0 (0,0%)   |
| Хиспаноамериканци | 1 (0,8%)    | 0 (0,0%)   |
| Укупно            | 129         | 86         |